# Haapsalu (hrad)
Hrad Haapsalu (estonsky Haapsalu piiskopilinnus, též Biskupský hrad) je středověký hrad s katedrálou v estonském městě Haapsalu.

## Historie
Byl založen ve 13. století jako sídlo Biskupství Ösel-Wiek, jež bylo malým nezávislým státem podléhajícím Svaté říši římské. Hrad se může pochlubit zachovalou středověkou hradbou se sedmi věžemi a čtyřmi branami, které dodnes obklopují hradní areál, jež se postupem času proměnil v park. Hrad nechal částečně pobořit ruský car Petr I. v 17. století a od té doby byl opuštěnou zříceninou. Sovětská správa s ním nezacházela jako s památkou, fungoval jako skladiště a uvažovalo se dokonce, že by se v něm vybudovalo koupaliště. Až po zisku estonské samostatnosti byl hrad renovován a bylo v něm zřízeno muzeum středověkých dějin. Katedrála, postavená roku 1260 a zasvěcená svatému Mikulášovi, také znovu funguje.

## Legenda
S hradem je spjata legenda o místní bílé paní. Má jít o ducha kanovníkovy milé, jež byla zaživa zazděna do zdi kaple. Její milenec byl také zabit, buď ve vězení, nebo byl rozsápán na hradě chovanými tygry. Bílá paní se prý zjevuje každý rok v srpnu za úplňku a oplakává svého milého. V tuto dobu se na hradě v současnosti koná vždy hudební festival s tématem oslavy lásky.